# Attentat du ministère des Affaires étrangères d'Afghanistan
L'attentat du ministère des Affaires étrangères d'Afghanistan est survenu le 11 janvier 2023 lorsqu'au moins 20 personnes ont été tuées dans un attentat-suicide devant le ministère des Affaires étrangères à Kaboul, en Afghanistan. L'État islamique au Khorassan a revendiqué la responsabilité de l'attentat,.